# Dave Concepción
David Ismael Concepción Benitez (ur. 17 czerwca 1948) – wenezuelski baseballista, który występował na pozycji łącznika przez 19 sezonów w Cincinnati Reds.
Concepción podpisał kontrakt jako wolny agent z Cincinnati Reds w 1967 roku i początkowo grał w klubach farmerskich tego zespołu, między innymi w Indianapolis Indians, reprezentującym poziom Triple-A. W Major League Baseball zadebiutował 6 kwietnia 1970 w meczu przeciwko Montreal Expos. W 1973 po raz pierwszy został powołany do Meczu Gwiazd, zaś rok później po raz pierwszy otrzymał Złotą Rękawicę.
W sezonach 1975 i 1976 wystąpił w zwycięskich dla Reds World Series. W lipcu 1982 w rozegranym po raz pierwszy poza Stanami Zjednoczonymi All-Star Game (mecz odbył się w Montrealu), zdobywając między innymi dwupunktowego home runa, został wybrany najbardziej wartościowym zawodnikiem tego spotkania. Po raz ostatni zagrał w 1988 roku w wieku 40 lat.
25 sierpnia 2007 podczas meczu z Florida Marlins wziął udział w ceremonii zastrzeżenia numeru 13, z którym występował.
| Nagroda/wyróżnienie         | Lata                                                 | Źródło      |
| 9× All-Star                 | 1973, 1975, 1976, 1977, 1978, 1979, 1980, 1981, 1982 | [ 1 ]       |
| All-Star Game MVP           | 1982                                                 | [ 8 ]       |
| 5× Gold Glove Award         | 1974, 1975, 1976, 1977, 1979                         | [ 4 ]       |
| 2× Silver Slugger Award     | 1981, 1982                                           | [ 10 ]      |
| 2× zwycięzca w World Series | 1975, 1976                                           | [ 5 ] [ 6 ] |
| # 13 zastrzeżony przez Reds | 2007                                                 | [ 9 ]       |